# Fiat Ducato
Fiat Ducato je lehké užitkové vozidlo – dodávka, vyráběná automobilkou Fiat. Sesterské vozy Peugeot Boxer a Citroën Jumper se společně s Ducatem vyrábí v italském městě Val di Sangro v továrně Sevel-Süd od roku 1994. Před rokem 1994 se vyráběly modely Jumper a Boxer pod názvem Citroën C25 a Peugeot J5, ale Ducato mělo i před rokem 1994 název Ducato. Od roku 2014 se v Mexiku vyrábí další sesterský model - Ram ProMaster. Od roku 2021 se prodává i pod značkou Opel Movano.
Existuje mnoho verzí, jak pro přepravu osob, tak verze pro dopravu nákladů i jen základní šasi pro různé užitkové přestavby. Jednotlivé typy se liší i délkou a výškou nástavby. Továrna Sevel byla založena francouzskými firmami Peugeot a Citroën patřícími do koncernu PSA a italským Fiatem.

### Motory
- 1.9l diesel
- 1.9l turbodiesel
- 2.5l diesel
- 2.5l turbodiesel
- 2.8l diesel
- 2.8l turbodiesel

### Motory Ducato III (model 250)
- 2.0 115 Multijet  88 kW
- 2.2 PUMA (Ford)
- 2.3 F1A (Iveco) 83 - 130 kW
- 3.0 F3C (Iveco) 107 - 130 kW
- 3.0 CNG
- 2.2 Multijet EVO 88 - 132 kW (320 - 380 Nm)

## Fotogalerie
Exponáty vystavované v zahradách Trojskeho zámku na oslavách 120 let FIAT.

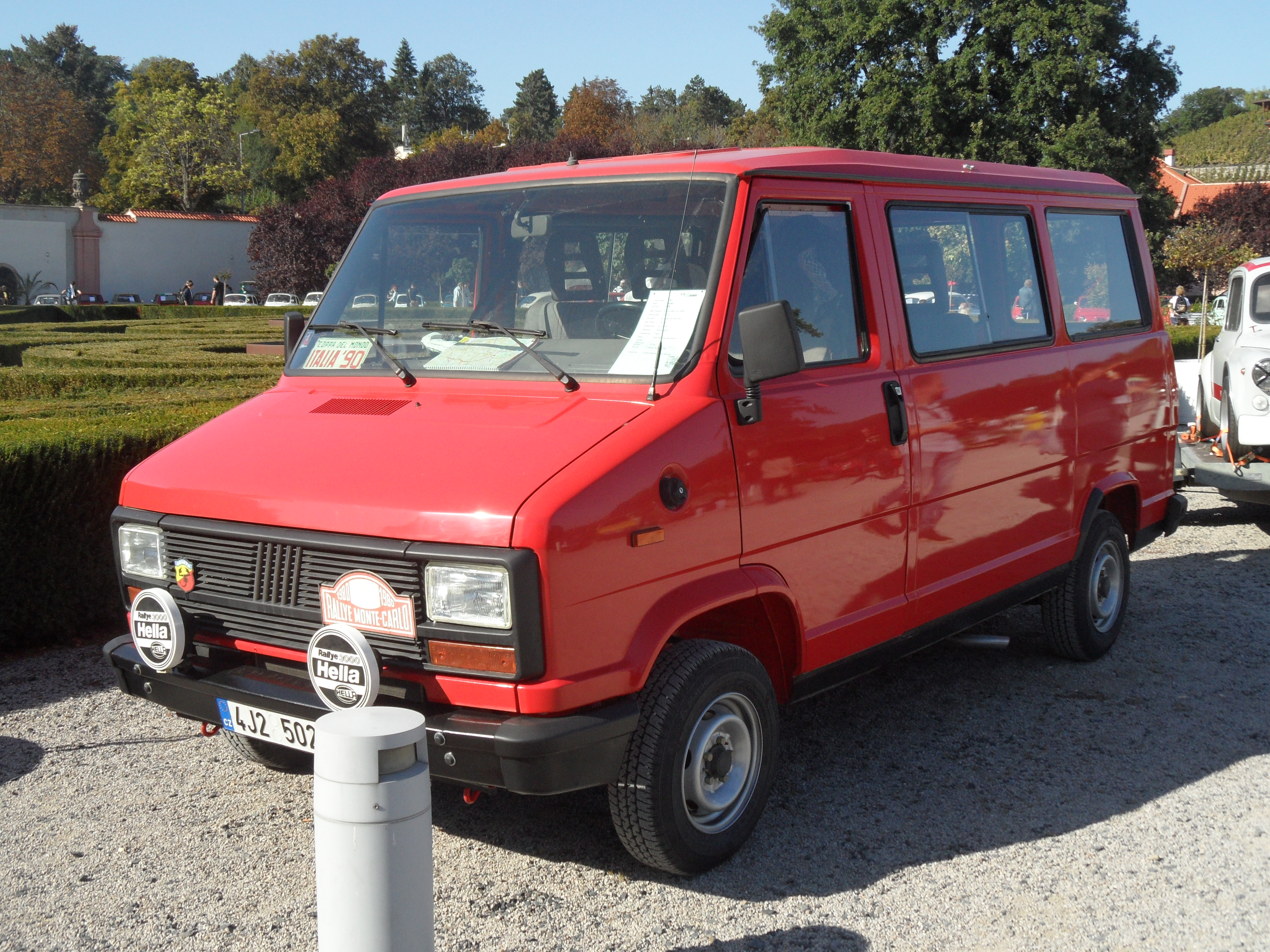
FIAT Ducato, 1989
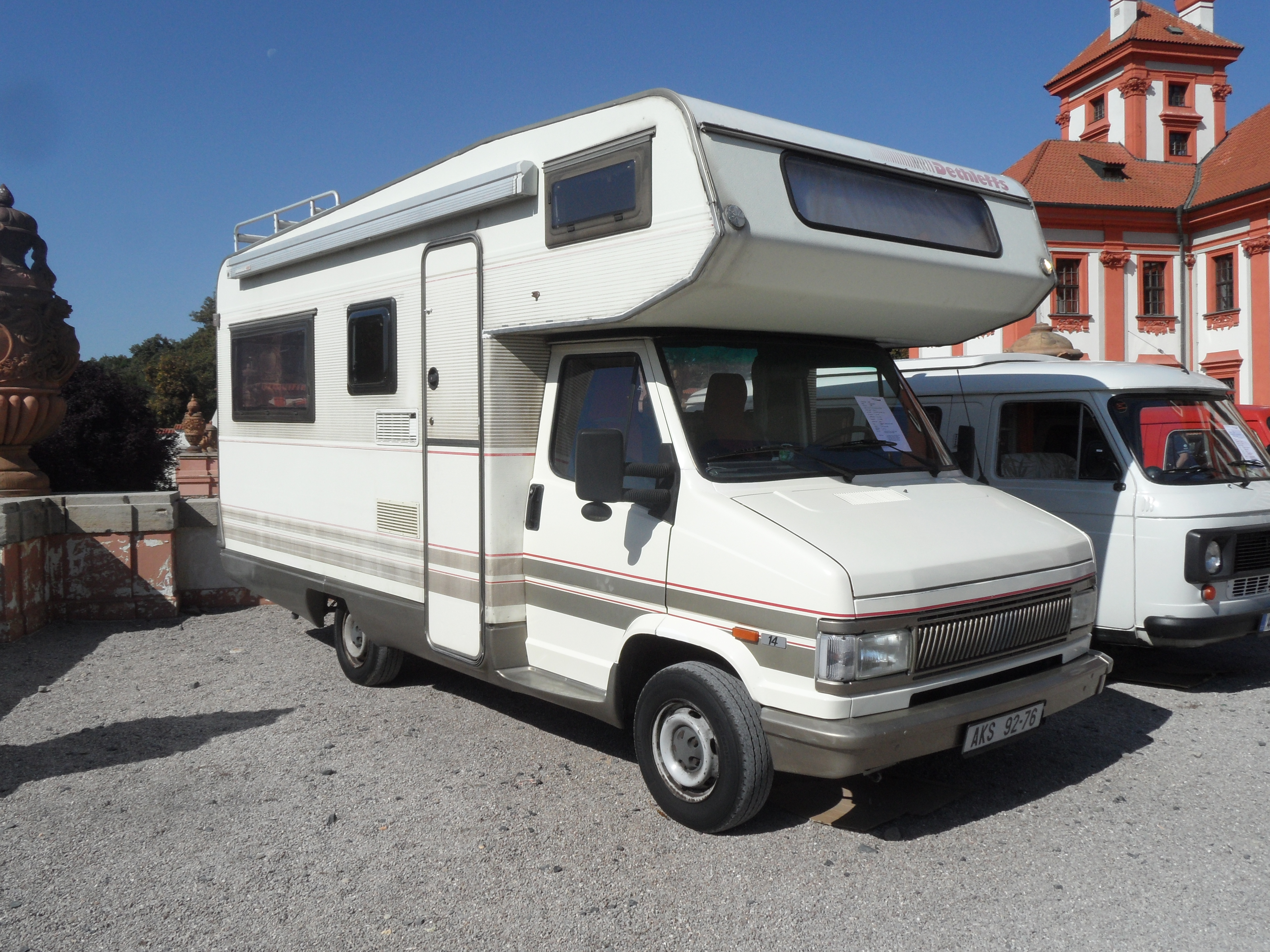
FIAT Ducato, kempingový vůz, 1991